# NGC 1617
NGC 1617 ist eine Balken-Spiralgalaxie vom Hubble-Typ SBa im Sternbild Schwertfisch am Südsternhimmel. Sie ist schätzungsweise 40 Millionen Lichtjahre von der Milchstraße entfernt und hat einen Durchmesser von etwa 85.000 Lichtjahren. Vom Sonnensystem aus entfernt sich die Galaxie mit einer errechneten Radialgeschwindigkeit von näherungsweise 1.100 Kilometern pro Sekunde. Wahrscheinlich bildet sie gemeinsam mit IC 2085 ein gravitativ gebundenes Galaxienpaar.
Im selben Himmelsareal befinden sich unter anderem die Galaxien NGC 1596, PGC 15473, PGC 15578, PGC 128813.
Das Objekt wurde am 5. November 1826 von James Dunlop entdeckt.